# A spasso con Daisy
A spasso con Daisy (Driving Miss Daisy) è un film del 1989 diretto da Bruce Beresford, tratto dall'omonima opera teatrale di Alfred Uhry, che gli valse il Premio Pulitzer.
Il film fu un successo commerciale e ottenne il plauso della critica alla sua uscita e ai Premi Oscar 1990, dove ricevette nove candidature, vincendone quattro: miglior film, miglior attrice per Jessica Tandy, miglior trucco e miglior sceneggiatura non originale.
La pellicola vinse anche un Golden Globe, un David di Donatello rispettivamente per la miglior attrice protagonista e per la miglior attrice straniera e un Premio BAFTA per il miglior regista.

## Trama
Atlanta, 1948. Miss Daisy Werthan è una distinta signora ebrea di settantadue anni, maestra elementare in pensione e vedova di un ricco produttore di tessuti. Molto attiva e indipendente, nota come una donna molto burbera e bacchettona, vive da sola nella sua bella casa, dove è assistita dalla domestica nera Idella, che con gli anni ha imparato a sopportare il suo indomito temperamento quanto le sue bizzarre fissazioni. Un giorno, uscendo per andare al supermercato, perde il controllo della sua automobile sbagliando la marcia mentre esce dal garage e finisce nel giardino dei vicini. Benché uscita dall'incidente miracolosamente illesa, Miss Daisy ha provocato un danno notevole da risarcire, tanto che suo figlio Boolie, erede dell'azienda paterna, decide di assumerle un autista nonostante le sue furiose proteste.
Poco tempo dopo, su presentazione di un suo operaio, Boolie conosce un uomo di colore di quasi sessant'anni, Hoke Colburn, autista delle consegne del latte, analfabeta e in pensione, che opportunamente avverte circa le inesauribili particolarità caratteriali della spigolosa e pignola signora. Hoke assiste quindi Miss Daisy armandosi di una massiccia dose di pazienza e di un sorriso sempre spontaneo e solare, concedendosi di tanto in tanto anche frecciate d'umorismo pungente. All'inizio la donna rifiuta categoricamente l'autista, in quanto la farebbe a suo dire "passare scioccamente per ricca davanti a tutti", e fa di tutto per tenerlo seduto in cucina in silenzio, ben lontano dalla nuova automobile, arrivando poi a trovare ogni pretesto per convincere il figlio a cacciarlo via, ma senza successo.
Dopo una settimana, Miss Daisy accetta di ricorrere ai servizi di Hoke, che le ripete di continuo di non poter accettare di essere pagato da Boolie solo per star seduto su di uno sgabello in cucina, facendosi portare dapprima al supermercato e in seguito dalle amiche, al cimitero e poi nel 1955 anche alla festa del novantesimo compleanno del fratello Walter. Con il passare degli anni Miss Daisy si ammorbidisce e si fa più amichevole con l'autista, anche se ogni tanto si concede qualche istante di burbera pedanteria. Con la morte improvvisa di Idella per ictus, nel 1963, l'anziana vedova e il suo autista smorzano le difficoltà relazionali, al punto che lui s'improvvisa con grande entusiasmo giardiniere, cuoco e cameriere. Complice il passare del tempo, fra i due nasce una gradevole storia d'amicizia, tanto che la maestra si decide a insegnargli a leggere e a scrivere. Nel 1966, Boolie amplia la propria azienda tramutandola in un'industria di grande successo, tanto da venire insignito dalla Camera di Commercio del titolo di uomo d'affari dell'anno, mentre Miss Daisy, ormai novantenne ma sempre in ottima salute, partecipa a un discorso di Martin Luther King in occasione di una cena sociale a cui è presente tutta l'alta società di Atlanta, asserendo di essere entusiasta di come le cose stiano cambiando in riferimento alla fine della segregazione razziale, salvo poi però non permettere ad Hoke di sedere accanto a lei durante la cena e costringerlo a seguire il discorso in radio aspettandola in auto.
Nel 1971, Miss Daisy si ammala di demenza ed entra improvvisamente in uno stato di confusione, convincendosi di essere ancora a scuola a insegnare ai suoi bambini; il finale la vede ospitata nel 1973 in una casa per anziani, ormai quasi centenaria, dove riceve saltuariamente la visita del figlio e di Hoke anche lui invecchiato, ma rimasto il suo unico vero amico per oltre venticinque anni.

## Produzione

### Sceneggiatura
A spasso con Daisy è la prima opera teatrale della "Trilogia di Atlanta" di Alfred Uhry, che racconta la storia di alcuni membri della comunità ebraica della città. Alfred Uhry vinse il Premio Pulitzer per l'opera teatrale.

### Cast
Per il ruolo di Miss Daisy furono prese in considerazione diverse attrici come Bette Midler e Bette Davis; anche Katharine Hepburn e Angela Lansbury mostarono interesse per la parte ma alla fine fu preferita la Tandy mentre la Lansbury la interpretò successivamente nella pièce teatrale.
Per la parte di Hoke si era pensato a Eddie Murphy prima che una volta stabilita la parte per la Tandy, venisse scelto definitivamente Morgan Freeman.

### Riprese
Le riprese si svolsero interamente nella città di Atlanta, capitale dello Stato della Georgia, tra la primavera e l'estate del 1989.
L'ambientazione delle riprese è una vera casa ad Atlanta, venduta nel 2013 per 2 milioni di dollari.

## Colonna sonora
Hans Zimmer suonò personalmente tutti gli strumenti della colonna sonora del film. Invece di chiamare un'orchestra, utilizzò solo sintetizzatori che suonò tutti lui stesso pubblicandoli poi in collaborazione con la Varèse Sarabande.
1. Driving
2. Home
3. Georgia
4. End titles

È presente inoltre "l'inno alla luna" tratto dall'opera teatrale Rusalka del 1901, interpretato da Gabriela Beňačková.

## Distribuzione
Il film uscì negli Usa l'11 dicembre 1989 in anteprima a Washington, incassando 73.745 dollari. Fu distribuito in tutto il paese il 26 gennaio 1990, incassando 5.705.721 dollari nel suo weekend di apertura in 895 sale, diventando il primo film per incassi e rimanendo in cima alla classifica per oltre un mese. L'incasso totale fu di 106.593.296 dollari in Nord America e 39.200.000 dollari all'estero, per un totale mondiale di 145.793.296 dollari.
La Warner Home Video lo distribui in VHS nel 1989; venne distribuito in DVD negli Stati Uniti il 30 aprile 1997 e una seconda edizione fu rilasciata il 4 febbraio 2003.
Il film è stato poi distribuito in DVD in Europa nel 2005 dalla Universal Pictures Home Entertainment e poi nel 2008 da Pathé tramite la 20th Century Fox.
Il film fu inizialmente distribuito in Blu-ray e successivamente in un'edizione speciale rimasterizzata nel gennaio 2013 dalla Warner Bros.

### Edizione italiana
In Italia uscì il 16 marzo 1990; il doppiaggio diretto da Filippo Ottoni su testi di Alberto Piferi, venne effettuato dalla C.D.C. presso gli studi della OPEN. La sonorizzazione, invece, venne affidata alla Fono Roma.

## Accoglienza
A spasso con Daisy ottenne uno straordinario successo di pubblico,  venendo celebrato anche dalla critica, con elogi particolari per la sceneggiatura e le interpretazioni di Freeman, Tandy e Aykroyd: Rotten Tomatoes assegna al film un punteggio del 95% basato sulle recensioni di 104 critici, con un punteggio medio di 9,70/10, affermando: "A spasso con Daisy porta il pubblico in un viaggio commovente con una coppia di attori eccezionali";  su Metacritic, che assegna un punteggio da 0 a 100, il film ha un punteggio di 91 basato su 17 recensioni; su CinemaScore il film viene classificato con un voto di "A+";
Gene Siskel del Chicago Tribune dichiarò A spasso con Daisy uno dei migliori film del 1989; Roger Ebert del Chicago Sun-Times lo definì "un film di grande amore e pazienza" e scrisse: "È un film immensamente sottile, in cui quasi nessuna delle informazioni più importanti è trasmessa nei dialoghi e in cui il linguaggio del corpo, il tono della voce o lo sguardo possono essere la cosa più importante in una scena. Dopo così tanti film in cui persone superficiali e violente negano la loro umanità e la nostra, che lezione vedere un film che guarda nel cuore";  Peter Travers del Rolling Stone diede al film una recensione positiva, definendo la performance di Tandy "gloriosa" e affermando: "Queste sono le due ore migliori di Tandy sullo schermo in una carriera cinematografica che risale al 1932"; le interpretazioni di Tandy e Freeman sono state elogiate anche da Vincent Canby del New York Times, che osservò: "I due attori riescono ad essere altamente teatrali senza uscire dalla cornice realistica del film".

### Critica
Il film è stato anche marginalmente criticato per il modo in cui tratta il tema del razzismo. Candice Russell del South Florida Sun-Sentinel descrisse il personaggio di Freeman come dotato di "modi adulatori" che erano "dolorosi da vedere", e affermò che il film era in definitiva "una scena dopo l'altra di una vecchia signora pomposa che impartisce ordini e un servitore che cerca di obbedirle".
Altre recensioni sottolineano invece come la pellicola affronti un problema importante come quello del razzismo da una prospettiva insolita e originale; senza scene violente o particolarmente forti e con i toni della commedia divertente, come denotano le battute della domestica Idella. Ma, da un'analisi più attenta, emergono le contraddizioni di una società che si proclama fieramente libera da pregiudizi, come afferma Daisy all'inizio del film, e che in realtà si rivela indifferente e ipocrita. Così, il tema principale del film traspare da tanti piccoli momenti, come quello in cui Hoke rammenta a Daisy che le persone di colore non possono entrare nei bagni pubblici o quando Miss Daisy è entusiasta della fine della segregazione razziale ma non permette a Hoke di sederle accanto durante una cena di gala in onore di Martin Luther King. La morale di questo film classico, attuale ancora oggi, sta nel discorso finale di Martin Luther King in cui si afferma che il razzismo non è solo animato da coloro che lo perpetuano definiti come "figli delle tenebre", ma anche da quanti si professano liberi da pregiudizi e da "figli della luce" rimangono in silenzio nell'ignavia.

## Curiosità
- Il film e l'opera teatrale sono ispirati alla vera storia di Will Coleman e Lena Fox, nonna dello sceneggiatore Alfred Uhry e il suo autista[13].
- I veri discendenti di Will Coleman appaiono nel film durante il viaggio di Miss Daisy da Atlanta a Mobile, mentre attraversano i binari della ferrovia[13].
- Il personaggio di Florine, moglie di Boolie, non si trova nella pièce teatrale ed è stato creato appositamente per il film.
- Le foto d'epoca che vengono mostrate in casa di Miss Daisy sono vere immagini dell'infanzia di Jessica Tandy[36].

## Riconoscimenti
- 1990 - Premio Oscar
  - Miglior film a Richard D. Zanuck
  - Miglior attrice protagonista a Jessica Tandy
  - Migliore sceneggiatura non originale a Alfred Uhry
  - Miglior trucco a Manlio Rocchetti, Lynn Barber e Kevin Haney
  - Candidatura Miglior attore protagonista a Morgan Freeman
  - Candidatura Miglior attore non protagonista a Dan Aykroyd
  - Candidatura Migliore scenografia a Bruno Rubeo e Crispian Sallis
  - Candidatura Migliori costumi a Elizabeth McBridge
  - Candidatura Miglior montaggio a Mark Warner
- 1990 - Golden Globe
  - Miglior film commedia o musicale
  - Miglior attore in un film commedia o musicale a Morgan Freeman
  - Miglior attrice in un film commedia o musicale a Jessica Tandy
- 1991 - Premio BAFTA
  - Miglior attrice protagonista a Jessica Tandy
  - Candidatura Miglior film a Richard D. Zanuck, Lili Fini Zanuck e Bruce Beresford
  - Candidatura Migliore regia a Bruce Beresford
  - Candidatura Migliore sceneggiatura non originale a Alfred Uhry
- 1990 - Festival di Berlino
  - Orso d'argento a Morgan Freeman e Jessica Tandy (Miglior Coppia)
  - Candidatura Orso d'Oro a Bruce Beresford
- 1990 - David di Donatello
  - Miglior attrice straniera a Jessica Tandy
- 1989 - National Board of Review Award
  - Miglior film
  - Migliori dieci film
  - Miglior attore protagonista a Morgan Freeman
- 1990 - Kansas City Film Critics Circle Award
  - Miglior attore protagonista a Morgan Freeman
  - Miglior attrice protagonista a Jessica Tandy
- 1989 - Los Angeles Film Critics Association Award
  - Candidatura Miglior attore protagonista a Morgan Freeman
- 1990 - Boston Society of Film Critics Award
  - Miglior attrice protagonista a Jessica Tandy
- 1989 - New York Film Critics Circle Award
  - Candidatura Migliore regia a Bruce Beresford
  - Candidatura Miglior attore protagonista a Morgan Freeman
  - Candidatura Miglior attrice protagonista a Jessica Tandy
- 1990 - BMI Film & TV Award
  - Miglior colonna sonora a Hans Zimmer
- 1990 - American Comedy Award
  - Candidatura Attore più divertente a Morgan Freeman
  - Candidatura Attrice più divertente a Jessica Tandy
  - Candidatura Attore non protagonista più divertente a Dan Aykroyd
- 1991 - Grammy Award
  - Candidatura Miglior colonna sonora a Hans Zimmer
- 1992 - Image Award
  - Miglior attore protagonista a Morgan Freeman
- 1990 - National Society of Film Critics Award
  - Candidatura Miglior attore protagonista a Morgan Freeman
  - Candidatura Miglior attrice protagonista a Jessica Tandy
- 1990 - PGA Award
  - Migliori produttori dell'anno a Richard D. Zanuck e Lili Fini Zanuck
- 1991 - Political Film Society
  - Candidatura Premio per i diritti umani
- 1990 - Retirement Research Foundation
  - Candidatura Wise Owl Award a David Brown, Richard D. Zanuck e Lili Fini Zanuck
- 1990 - Writers Guild of America
  - WGA Award a Alfred Uhry